# Embedded system
Een embedded system (ook wel ingebed systeem of geïntegreerd systeem) is een elektronisch systeem (hardware én software) dat is geïntegreerd in gebruiksartikelen of apparaten, met de bedoeling deze een vorm van intelligent gedrag te bezorgen. De essentie van een embedded system is dat er software zit ingebed in een hardware-apparaat. Voorheen bestonden elektronische meet- en regelsystemen geheel uit hardware. Bij een embedded system nemen processoren (microprocessoren en/of controllers) met software een gedeelte van deze elektronische meet- en regeltaken over. Doordat de software eenvoudig vervangen kan worden, is het apparaat flexibeler aan te passen aan toekomstige eisen.

## Onderdelen
Een algemeen embedded system bestaat uit een sensorgedeelte dat de omgeving waarneemt, een communicatiegedeelte dat de waargenomen informatie converteert (bijvoorbeeld digitaliseert) en doorstuurt naar een informatieverwerkend gedeelte (processor en software), en een actuatorgedeelte dat het gedrag van de omgeving (waarin het systeem is ingebouwd) aanstuurt op basis van de beslissingen genomen door het informatieverwerkend gedeelte.
Een ingebed systeem bestaat uit een combinatie van hardware en software, die beide, indien nodig, aangepast kunnen worden aan veranderende eisen van het product waarin ze geïntegreerd zijn. Software-aanpassingen komen veelvuldiger voor dan hardware-aanpassingen; bijvoorbeeld, het installeren van nieuwe firmware.

## Soorten
Omdat chips steeds goedkoper en flexibeler worden (zowel chips voor de processor als chips voor de sensoren en actuatoren), komen er steeds meer ingebedde systemen op de markt: pinautomaten, kopieermachines, industriële meetapparatuur, robots, ziekenhuisapparatuur, mobiele telefoons, magnetrons, wasmachines, foto- en filmapparaten, consumentenelektronica, moderne auto's en andere mechatronische systemen.

## Kritieke toepassingen
Kritieke toepassingen van ingebedde systemen op het vlak van betrouwbaarheid, veiligheid en levensduur vinden we in de medische wereld (pacemakers, multi-DSP-hoorapparaten en -implantaten zoals het cochleair implantaat), de militaire wereld (besturingssystemen voor raketten) en de meeste toestellen in de vlieg-, ruimte- en onderwaterindustrie.
Het informatieverwerkend gedeelte is reactief: het moet op ieder ogenblik (en soms binnen strikte reëletijdbeperkingen) op een betrouwbare manier kunnen reageren op veranderingen in de omgeving.

## Toenemend gebruik
Het toenemende gebruik van embedded systems wordt gezien als de derde innovatiegolf in de ICT, na de explosieve opkomst van het internet en de mobiele telefonie. Dit is het gevolg van de voortdurend dalende productiekosten en omvang van transistoren, zodat ingebedde systemen in principe overal kunnen worden ingebouwd en energiezuiniger worden.

## Vijf hoofdeigenschappen
Vijf hoofdeigenschappen van een ingebed systeem zijn:
- Heterogeen: Dankzij de samenwerking tussen verschillende vakgebieden is het voor embedded systemen mogelijk om te communiceren met verschillende soorten netwerken en andere embedded systemen.
- Onopvallend: Een ingebed systeem zit ingebouwd in machines of apparaten, meestal zonder dat de gebruiker zich bewust is van zijn aanwezigheid. Dit is mogelijk door een andere manier van omgaan met het ingebedde systeem dan met een "normale" computer: in plaats van opdrachten te krijgen van de mens via een toetsenbord of schakelaar, reageert een ingebed systeem vaak automatisch op de omgeving, zonder tussenkomst van de mens. Dit wordt bereikt door het gebruik van sensoren, die bijvoorbeeld stemgeluid, temperatuur of luchtkwaliteit kunnen analyseren en er vervolgens op reageren.
- Zuinig: Om zo zuinig mogelijk te kunnen opereren kunnen ingebedde systemen bijvoorbeeld energie winnen uit hun omgeving; energie zoals zonlicht of lichaamswarmte kunnen gebruikt worden om een ingebed systeem te voeden. Zuinigheid is van groot belang, omdat de meeste ingebedde systemen niet aan het elektriciteitsnet gekoppeld zijn.
- Flexibel: Flexibiliteit is belangrijk om ingebedde systemen aan te passen aan individuele wensen van de gebruiker of naburige ingebedde systemen. Hier komt ook heterogeen om de hoek kijken: een ingebed systeem moet immers wel kunnen communiceren met een naburig systeem. Een systeem kan zo zelfs zelf-configurerend zijn.
- Betrouwbaar: Ze moeten gedurende heel lange tijd zelfstandig en betrouwbaar functioneren. Denk bijvoorbeeld aan de ABS-functie in auto’s, die het zelfs in de meest kritieke situaties niet mag laten afweten.

Ingebedde systemen zullen we in de toekomst dus nog veel meer zien dan nu het geval is. De auto-industrie maakt veelvuldig gebruik van ingebedde systemen; in moderne auto's zitten 20 tot 80 microprocessors die verschillende functies automatisch kunnen activeren aan de hand van de externe omstandigheden: koplampen die aanspringen bij invallende duisternis, automatische ruitenwissers, antiblokkeersysteem (ABS) of airbags enzovoort. Ook zullen er ingebedde systemen komen die dienen als een soort boordcomputer voor een woning, zoals de Home Control Box.
Indien de software niet op een eenvoudige wijze te veranderen is en zoals wel gezegd wordt; ingebakken zit, spreekt men over firmware.